# Seč (Slowakije)
Seč (Hongaars: Divékszécs) is een Slowaakse gemeente in de regio Trenčín, en maakt deel uit van het district Prievidza.
Seč telt 390 inwoners.